# Långtjärnen (Dorotea socken, Lappland, 712649-152254)
Långtjärnen är en sjö i Dorotea kommun och Strömsunds kommun i Lappland och ingår i Ångermanälvens huvudavrinningsområde. Sjön har en area på 0,129 kvadratkilometer och ligger 344,1 meter över havet. Sjön avvattnas av vattendraget Rockån.

## Delavrinningsområde
Långtjärnen ingår i det delavrinningsområde (712473-152449) som SMHI kallar för Inloppet i Rockå-Småsjöarna. Medelhöjden är 337 meter över havet och ytan är 28,39 kvadratkilometer. Det finns inga avrinningsområden uppströms utan avrinningsområdet är högsta punkten. Rockån som avvattnar avrinningsområdet har biflödesordning 4, vilket innebär att vattnet flödar genom totalt 4 vattendrag innan det når havet efter 211 kilometer. Avrinningsområdet består mestadels av skog (79 procent). Avrinningsområdet har 0,52 kvadratkilometer vattenytor vilket ger det en sjöprocent på 1,8 procent.